# Екпинди (Кызылординская область)
Екпинди (каз. Екпінді) — село в Жанакорганском районе Кызылординской области Казахстана. Административный центр и единственный населённый пункт Екпиндинского сельского округа. Код КАТО — 434040100.

## Население
В 1999 году население села составляло 855 человек (443 мужчины и 412 женщин). По данным переписи 2009 года, в селе проживали 953 человека (498 мужчин и 455 женщин).